# Vilémov u Litovle

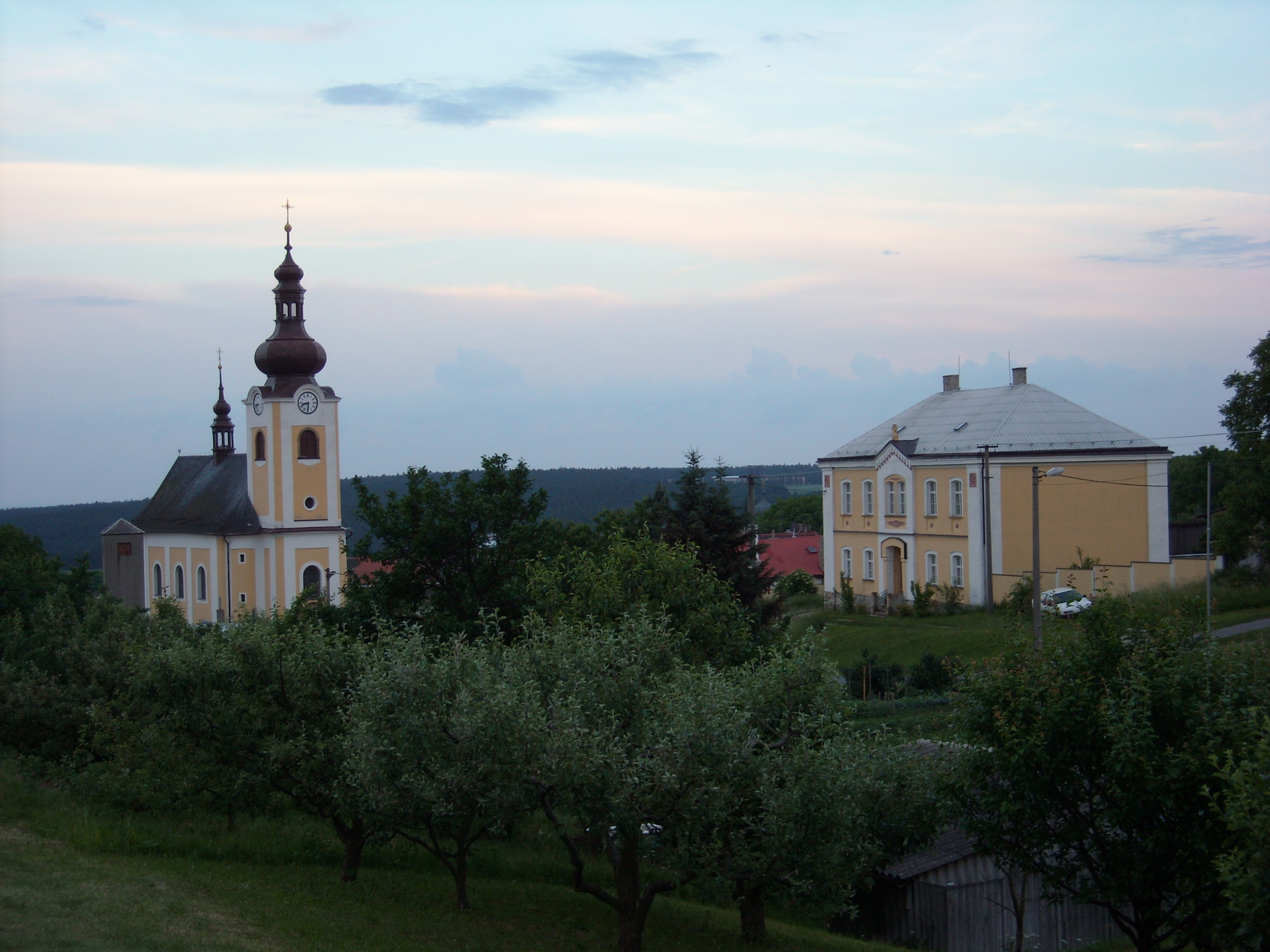
Katharinenkirche und Pfarrhaus

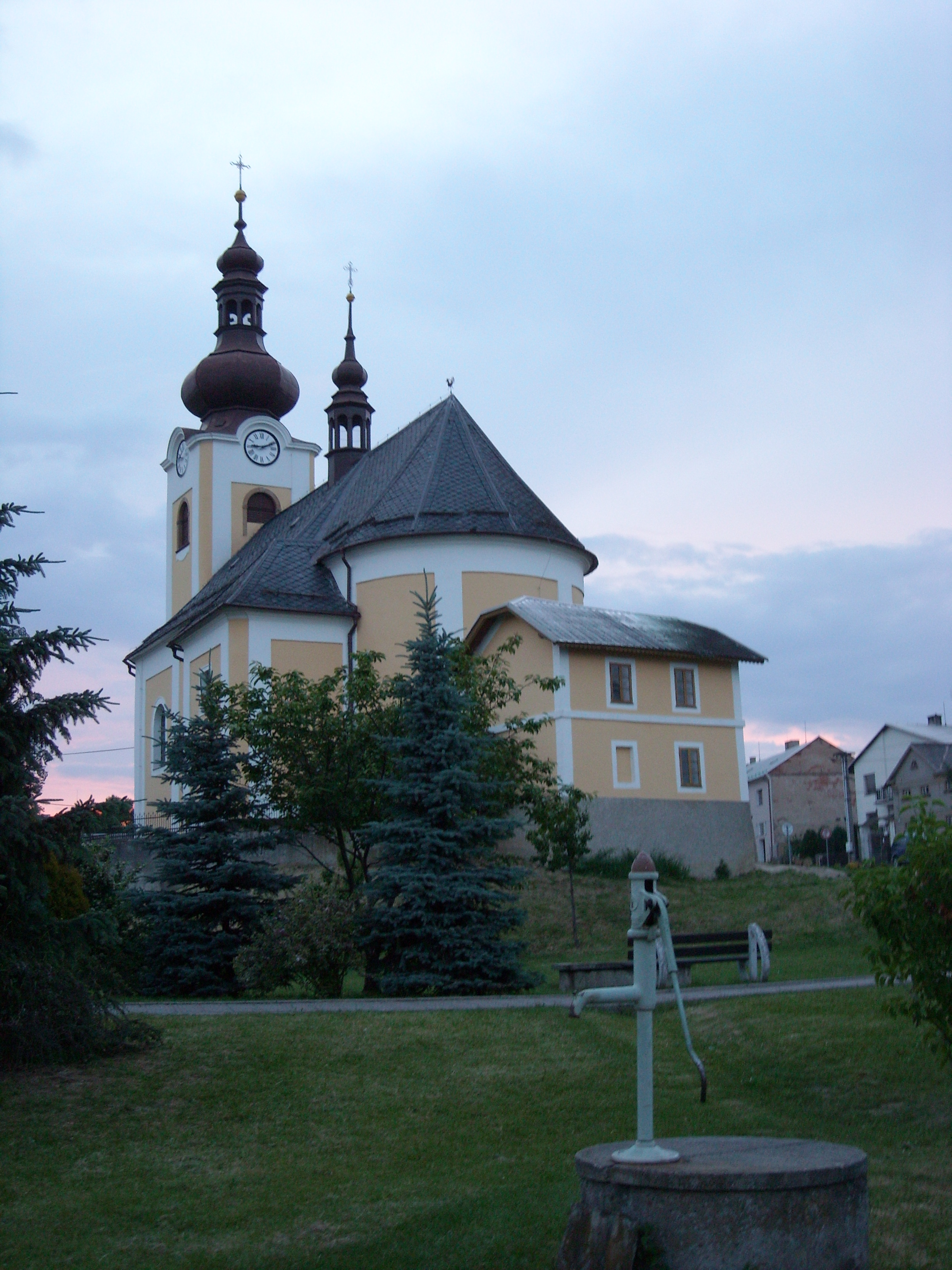
Katharinenkirche

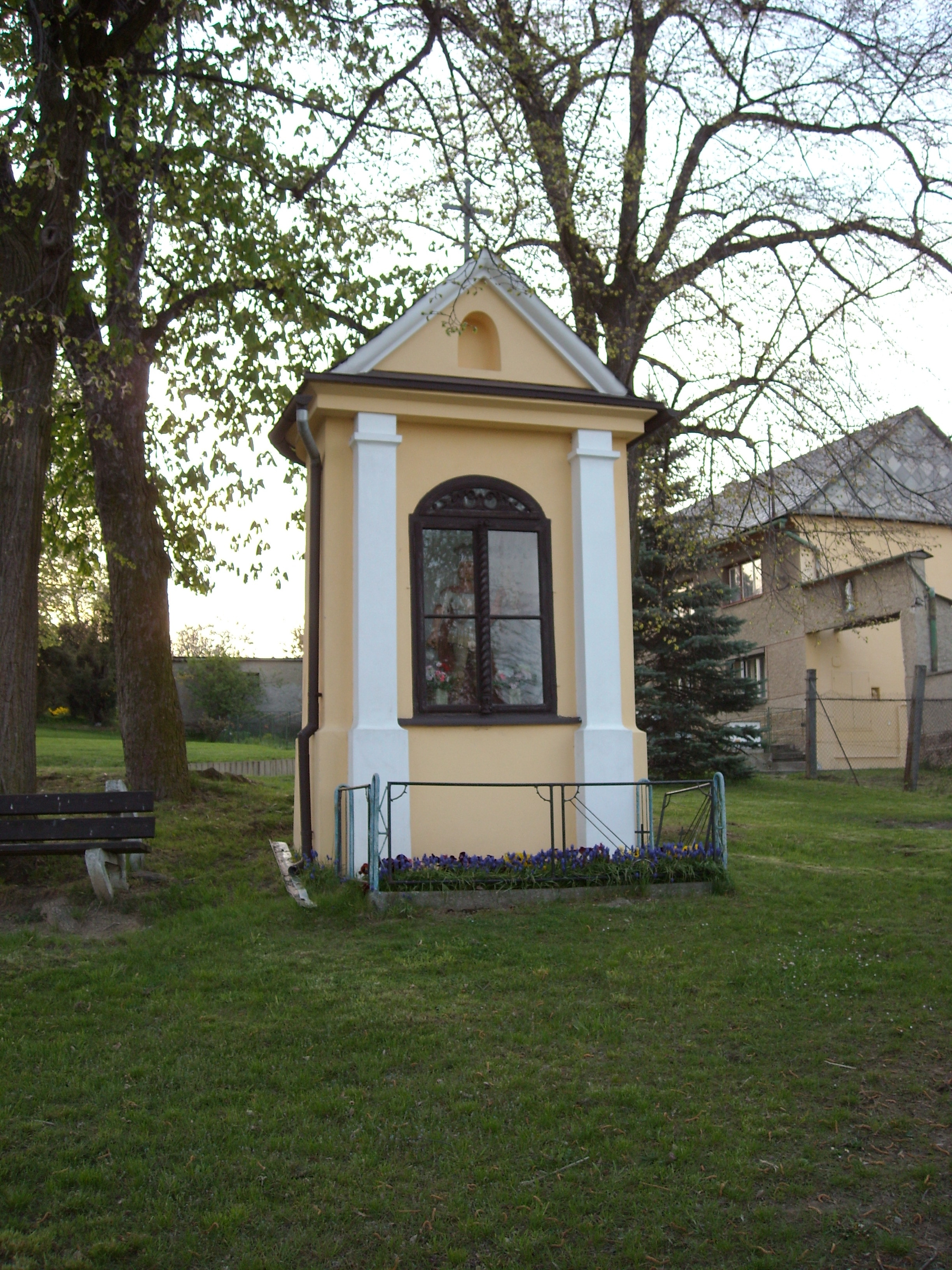
Nischenkapelle St. Florian

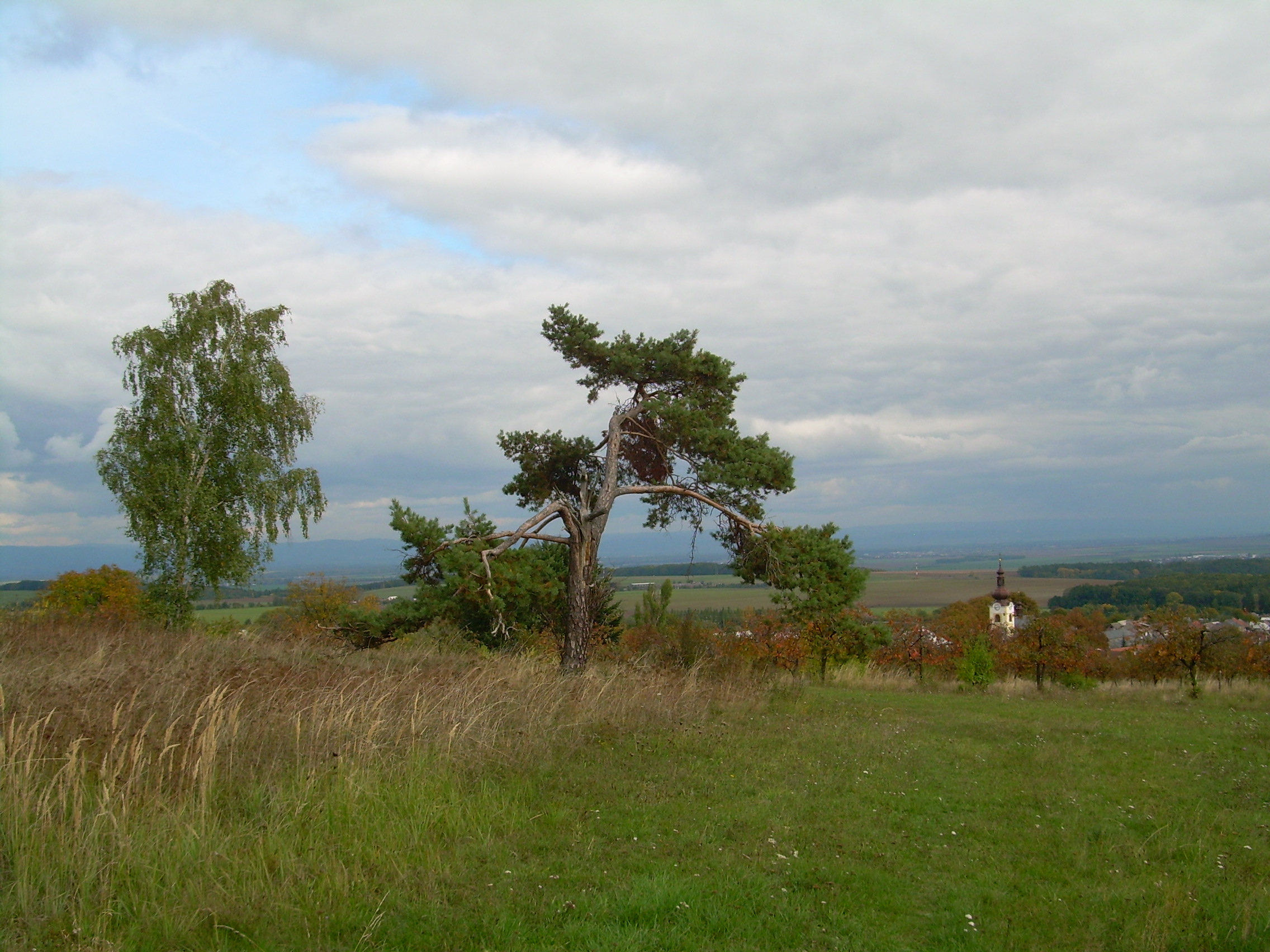
Blick von der Homola auf einen Teil von Vilémov mit der Orthodoxen Kirche

Vilémov, bis 1925 Vilímov (deutsch Willimau) ist eine Gemeinde in Tschechien. Sie liegt sieben Kilometer nördlich von Náměšť na Hané und gehört zum Okres Olomouc.

## Geographie
Vilémov befindet sich im Nordosten des Drahaner Berglandes in der Quellmulde des Vilémovský potok, eines rechten Zuflusses zur Blata. Nordöstlich erben sich die Skalky (356 m), im Südosten der Bořík (340 m), südlich der Na Kříbech (444 m), im Westen die Homola und Pandurka (468 m) und nordwestlich die Kamenice (523 m). Anderthalb Kilometer nördlich des Dorfes entspringt die Blata, östlich von Vilémov wird sie in einem Stauweiher angestaut.
Nachbarorte sind Savín, Nové Pole und Loučka im Norden, Prátná und Bílsko im Nordosten, Odrlice und Senička im Osten, Cakov, Svatá Voda und Náměšť na Hané im Südosten, Olbramice, Krakovec und Rovina im Süden, Raková u Konice, Bohuslavice und Hačky im Südwesten, Polomí, Hvozd und Na Bukovci im Westen sowie Luká, Veselíčko, Ješovský Dvůr und Ješov im Nordwesten.

## Geschichte
Die erste schriftliche Erwähnung von Wylemow erfolgte 1368 in der Landtafel, als Janek von Stražiště das Gut an Albrecht von Stařechovice verkaufte. Seit 1378 ist in Wilemow ein herrschaftlicher Hof und seit 1390 eine Pfarrkirche nachweislich. Als Besitzer wechselten sich verschiedene höhere und niedere Adelsgeschlechter ab. 1391 verkaufte Jan Medvídek von Dubčany das Dorf an Bedřich von Odrlice. Ab 1392 wurde der Ort als Wilimow, ab 1418 als Wilhemow, 1437 als Vilémov und ab 1446 als Wilhelmow bezeichnet. 1420 kaufte Jan Pňovický von Sovinec das Dorf von Oldřich von Odrlice. Hynek und Jindřich Pňovický von Sovinec verkauften Vilémov 1464 an Bareš von Čechovice und Dubčany, der das Gut an Dubčany anschloss. Nachfolgend fiel Wilhelmow wüst und blieb dies noch mindestens bis 1547. Martin von Galčice, der 1481 Dubčany einschließlich Vilémov erworben hatte, verkaufte das Gut noch im selben Jahre an Jan Plzák von Zdenín. Nachfolgende Besitzer waren ab 1489 Markwart von Zwole und ab 1498 Hynek von Zwole. Dieser trennte Vilémov 1536 wieder von Dubčany ab und verkaufte das Gut an die Brüder Jan, Jiří und Bernhard Zoubek von Zdětín. 1547 veräußerten Bernhard und Joachim Zoubek von Zdětín Vilémov an Michael Záviš Bítovský von Slavíkovice. Damit wurde das Gut Teil der Herrschaft Krakovec. Im Jahre 1552 wurde Vilímov wieder als besiedelt bezeichnet. Weitere Namensformen waren Mellenau (1591), Mylemaw (1597), Wylimau (1631), Willimow (ab 1676) und Willimovium, Willimau (ab 1771). 1594 ist mit Jakub Ješek ein evangelischer Pfarrer nachweisbar.
Joachim Záviš Bítovský von Slavíkovice auf Krakovec verkaufte Vilémov schließlich 1609 an Jan Staroveský von Stará Ves. Der Vormund der minderjährigen Jan und Adam Staroveský, Kardinal Franz Seraph von Dietrichstein, veräußerte den Hof, die Feste und das Dorf Vilémov 1629 an Adam Freiherr Beeß von Werchels und Rosenberg (Adam Bez z Vrchlesu a Olešné), der das Gut an seine 1622 erworbene Herrschaft Chudobín anschloss. Im Zuge dieses Kaufs erfolgte auch die Ersterwähnung der Feste. die Matriken werden seit 1634 in Cholina geführt. 1636 erbten Adam Beeß Töchter Katharina von Dönhoff und Anna Susanna Gräfin von Oppersdorff den Besitz. Drei Jahre später übertrugen diese die Kirche in Vilémov einschließlich deren Besitzes und Einkünfte an die Pfarre Bohuslavice. Nachfolgende Besitzer waren ab 1652 Johann Balthasar Vetter von der Lilie, ab 1659 Anna Polexina Skrbenská von Hřiště und ab 1661 der Olmützer Kanoniker Lorenz Johannes Rudawski. Dieser erteilte dem Dorf 1662 das Privileg zur Führung eines Ortssiegels. Es zeigte den auch im heutigen Wappen zu findenden Pelikan mit drei Jungvögeln und trug die Umschrift PECZIET OBCZE WILIMOWSKE 1663. 1671 erwarb Andreas Leopold Wolczinsky von Wolczinsky die Herrschaft. Nach dessen Tode folgte ein langwieriger Streit um das Erbe. 1685 wurde Chudobín mit allem Zubehör 1685 an Anna Katharina Leopoldine von Witten verkauft. Deren Sohn Rudolf Christoph Przemysl beendete 1710 durch Zahlung einer Ablöse von 68.600 Gulden den Streit um die Herrschaft. 1733 erbte Franz Reginald Graf von Andlern-Witten den Besitz. Er verkaufte 1744 seinen Untertanen ihre Grundstücke als erblichen Besitz und ließ den herrschaftlichen Hof parzellieren. An der Stelle des verfallenen alten Kirchleins ließ er 1758 die Katharinenkirche errichten. Durch den Religionsfonds wurde 1785 in Vilémov eine Lokalie mit eigener Matrikenführung eingerichtet und eine Trivialschule eröffnet. 1802 erwarb Franz Xaver Tersch die Herrschaft. Der Friedhof an der Kirche wurde 1834 aufgehoben und an einen Platz außerhalb des Dorfes verlagert. Im selben Jahre lebten in den 91 Häusern des Ortes 658 Personen. Bis zur Mitte des 19. Jahrhunderts blieb das Dorf im Besitz der Familie Tersch und nach Chudobín untertänig.
Nach der Aufhebung der Patrimonialherrschaften bildete Vilínov/Willimau ab 1850 eine Gemeinde in der Bezirkshauptmannschaft Littau. 1866 wurde die Lokalie zur Pfarre erhoben. 1878 wurde ein neues Schulhaus eingeweiht und der zweiklassige Unterricht aufgenommen. Die Freiwillige Feuerwehr gründete sich 1881. Im Jahr darauf entstand die Straße von Nasobůrky über Cholina und Bílsko nach Vilémov. 1901 wurde Olbramice und 1908 auch Cakov aus dem Schulbezirk Vilémov ausgegliedert. Die Orthodoxe Kirchengemeinde bildete sich 1924. Im Jahre 1925 wurde der amtliche Gemeindename von Vilímov auf Vilémov geändert. Im selben Jahre wurde ein Postamt eingerichtet und die Autobuslinie Litovel – Vilémov – Konice aufgenommen. 1927 wurde das Dorf elektrifiziert. Zwei Jahre später erfolgte eine Meliorisation der Ortsflur. 1932 wurde die Orthodoxe Kirche geweiht. Nach der Auflösung des Okres Litovel kam die Gemeinde 1961 zum Okres Olomouc, zugleich erfolgte die Eingemeindung von Olbramice. 1980 wurde die Gemeinde aufgelöst; Vilémov wurde nach Senice na Hané und Olbramice nach Náměšť na Hané eingemeindet. Nach der Samtenen Revolution löste sich Vilémov 1990 wieder von Senice los und bildete eine eigene Gemeinde. Im Jahre darauf entstand das kyrillomethodische geistliche Zentrum St. Gorazd am orthodoxen Mariä-Entschlafens-Kloster. Am 25. Oktober 1998 gründete die Konferenz Europäischer Kirchen in Vilémov das Europäische Christliche Umweltnetz.

## Wappen
Das Gemeindewappen zeigt auf grünem Schild einen silbernen Pelikan auf goldenem Nest, der drei Junge mit seinem Blut füttert.

## Gemeindegliederung
Für die Gemeinde Vilémov sind keine Ortsteile ausgewiesen. Zu Vilémov gehört die Siedlung Prátná.

## Sehenswürdigkeiten
- Barocke Kirche St. Katharina, erbaut 1758. 1898 wurde sie instand gesetzt und der Kirchturm umgebaut.
- Pfarrhaus
- Nischenkapelle des hl. Florian
- Orthodoxe Kirche, errichtet zwischen 1927 und 1932 am südlichen Ortsrand. 1991 wurde neben der Kirche das Mariä-Entschlafens-Kloster bzw. Gorazd-Zentrum mit einer Orthodoxen Akademie geweiht. 1998 erfolgte im Gorazd-Zentrum die Gründung des Europäischen Christlichen Umweltnetzes.
- Sühnekreuz aus der Zeit um 1600, in einer Mauer im Ortszentrum[5]
- Kriegsgefallenendenkmal, das von einer Löwenfigur gekrönte Denkmal entstand 1920[6]
- Aussichtspunkt Homola mit hölzernen Altan